# Gjakovë (gemeente)
Gjakovë (bepaalde vorm: Gjakova; Servisch: Ђаковица, Đakovica; Turks: Yakova) is een gemeente in Kosovo. Het is de hoofdstad van het gelijknamige district Gjakova. De stad had eind 2003 een geschat inwonertal van 68.645, grotendeels bestaand uit etnische Albanezen. De gemeente telt 94.158 (2011) inwoners. Tijdens de Kosovo-oorlog is de stad Gjakova beschadigd geraakt. Van de 300 Serviërs die hier voor 1999 woonden, zijn er geen overgebleven in Gjakovë.

## Geboren
- Bajram Curri (1862-1925), Albanees vrijheidsstrijder
- James Biberi (1965), Amerikaans acteur
- Besnik Hasi (1971), Albanees voetballer en voetbaltrainer
- Atifete Jahjaga (1975), president van Kosovo (2011-2016)
- Lorik Cana (1983), voetballer
- Nora Gjakova (1992), olympisch kampioen judo

Deçan · Dragash · Gjakovë · Ferizaj · Fushë Kosovë · Gllogovc · Gjilan · Gračanica (Graçanicë) · Hani i Elezit · Istog · Junik · Kaçanik · Kamenicë · Klinë · Klokot (Kllokot) · Leposavić (Albanik) · Lipjan · Malishevë · Mamuşa (Mamushë) · Mitrovicë · Novobërdë · Obiliq · Parteš (Partesh) · Pejë · Podujevë · Pristina (Prishtinë, Priština) · Prizren · Rahovec · Ranilug (Ranillug) · Skënderaj · Štrpce (Shtërpcë) · Shtime · Suharekë · Viti · Vushtrri · Zubin Potok (Zubin Potok) · Zvečan (Zveçan)